# Camouflage Centre Europe

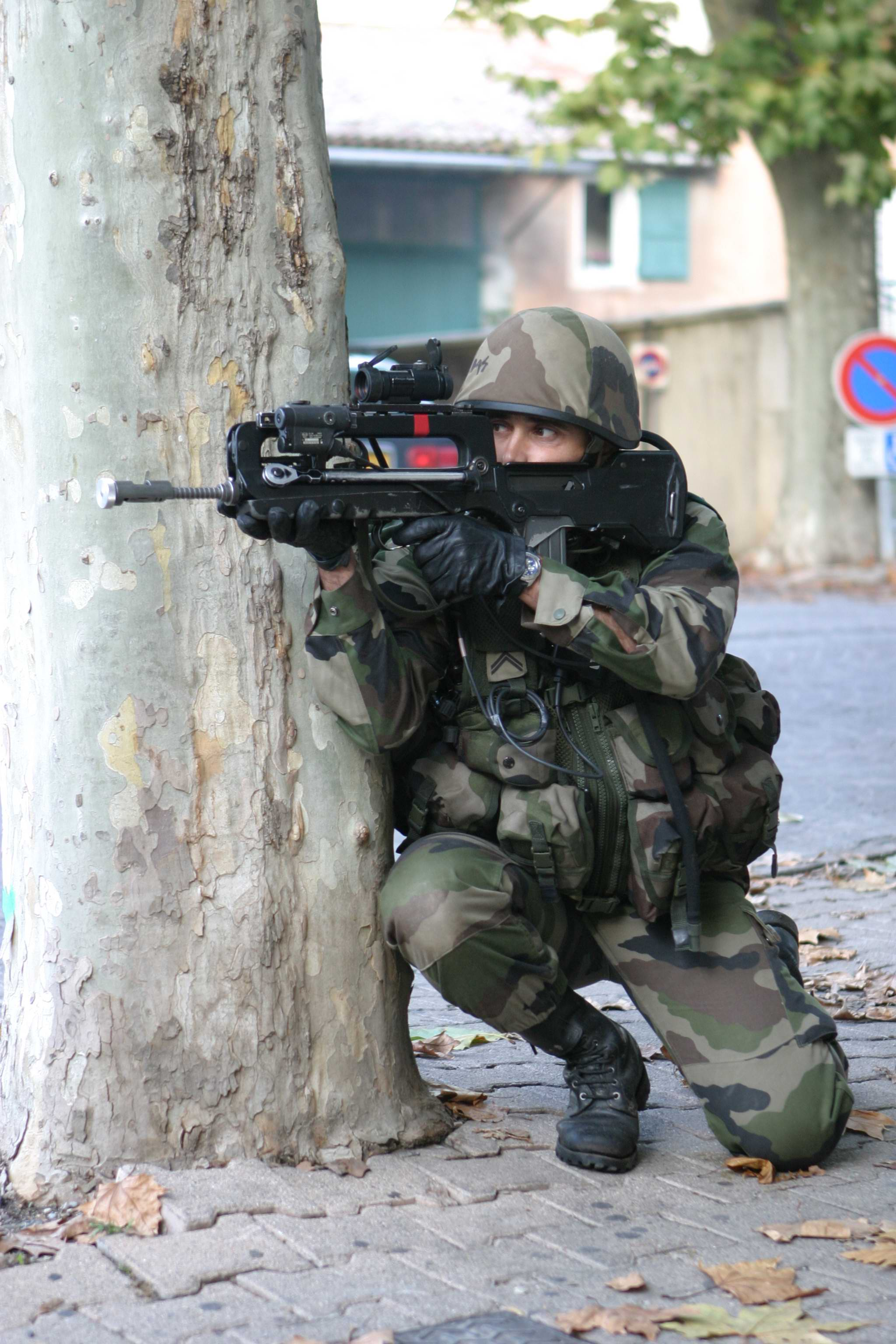
Żołnierz francuski w mundurze w kamuflażu CCE

Camouflage Centre Europe (CCE lub Central Europe - CE) – podstawowy kamuflaż armii francuskiej.
Nowy kamuflaż wprowadzono w 1991 roku Wzór to nieregularne plamy w trzech kolorach (czarnym, brązowym i zielonym) na tle beżowym (tan). Istnieją pogłoski, że barwy do kamuflażu wybrano na podstawie testów w lesie Fontainebleau (najbardziej zróżnicowany las we Francji). Umundurowanie w CCE zastąpiło mundury oliwkowe oraz te w kamuflażu TAP 47.
Kamuflażu CCE oprócz wojsk francuskich używają też wojska austriackie.